# Wer trägt die Schuld?
Wer trägt die Schuld? ist ein dänisches Stummfilmdrama aus dem Jahre 1924 des Regieveteranen August Blom, in dem die deutsche Schauspielerin Margarete Schlegel einen ihrer seltenen Auslandseinsätze hatte.

## Handlung
Die junge Inge (Originalversion: Inger), die aus armen Verhältnissen stammt, hat sich in den wohlhabenden Hotelierssohn Hans Nielsen verliebt, doch der sieht in ihr kaum mehr als eine flüchtige Liebschaft. Sein Vater möchte, dass Hans die Tochter des reichen Lars vom Waldhof, Karen, ehelicht – so ist es seit langem abgesprochen. Inges Mutter ist eine verhärmte, alte Frau. Als sie von Techtelmechtel ihrer Tochter mit Hans erfährt, reagiert sie kalt und hart. Inge mag unter diesen Umständen nicht länger daheim leben und entflieht diesem freudlosen Elternhaus. Von den Strapazen auf der Landstraße geschwächt, bricht Inge unterwegs zusammen. Der Zirkusartist Paul findet sie, nimmt sie zu sich und bringt das arme Hascherl bei seiner Mutter Sylvia unter, wo Inge wieder gesund gepflegt wird. Paul kümmert sich liebevoll um das Mädchen, und beide verlieben sich ineinander. Dann aber schlägt das Schicksal erbarmungslos zu. Der junge Mann stürzt während eines Orkans von hoch oben am Seil in die Tiefe und stirbt beim Aufprall.
Und wieder ist Inge allein. Erneut flieht sie in die weite Welt hinaus, diesmal mit einem Baby im Bauch. In einer einsamen Waldhütte findet die werdende Mutter kurzzeitig Unterschlupf. Das Kind kommt unter schwierigsten Umständen zur Welt und stirbt jedoch wenig später. Als die Öffentlichkeit davon erfährt, steht bald der Vorwurf der Kindstötung im Raum, und Inge wird dafür angeklagt. Es kommt zu einem Aufregung verursachenden Prozess, und aufgrund fragwürdiger Indizien muss Inge eine Haftstrafe von vier Jahren Zuchthaus antreten. Als Hans als Zeuge im Gerichtssaal erfährt, welches Schicksal Inge seit beider Trennung erlitten hat und von einem alten befreundeten Priester aufgerüttelt wird, für das Mädchen etwas zu tun, setzt er alles daran, um Inges Unschuld zu beweisen, da er sich angesichts seines Verhaltens Inge gegenüber selbst schuldig fühlt. Tatsächlich hat Hans mit seinem Bemühen um Inges Ehrenrettung Erfolg, und nach vielen Irrwegen und der Auflösung der Verlobung mit Karen kommen Inge und Hans endlich zusammen.

## Produktionsnotizen
Wer trägt die Schuld? entstand in der zweiten Jahreshälfte 1924 und wurde am 28. März 1925 uraufgeführt. Die deutsche Premiere war etwas später. Der Sechsakter besaß eine Länge von 2244 Meter. In Österreich lief der Film am 4. September 1925 unter dem Titel Zirkuskinder an.
Carlo Jacobsen entwarf die Filmbauten. Der dänische Filmpionier Johan Ankerstjerne beendete hiermit seine aktive Arbeit hinter der Kamera.

## Kritik
In Wiens Tagblatt, das den Film ein „Prachtwerk“ nannte, war zu lesen: „Das Drama ist von außerordentlicher Wirkung, die durch einzig schöne Landschaftsszenen und ein prächtiges Milieu unterstützt wird.“

## Einzelnachweis
1. ↑  „Zirkuskinder (Wer trägt die Schuld?)“. In: Tagblatt, 23. August 1925, S. 6 (online bei ANNO).